# چیکال (نیومکزیکو)
چیکال (به انگلیسی: Chical) یک منطقهٔ مسکونی در ایالات متحده آمریکا است که در نیومکزیکو واقع شده‌است. چیکال ۱۰۷ نفر جمعیت دارد و ۱٬۴۹۴٫۱۵ متر بالاتر از سطح دریا واقع شده‌است.